# Новоивановка (Нижнеомский район)
Новоивановка — деревня в Нижнеомском районе Омской области. Входит в состав Паутовского сельского поселения.

## История
Основана в 1911 г. В 1928 г. посёлок Ново-Ивановка состоял из 70 хозяйств, основное население — русские. В составе Михайловского сельсовета Иконниковского района Омского округа Сибирского края.

## Население
| 2010 |
| ---- |
| 110  |